# فريد الركراكي
فريد الركراكي ممثل ومخرج مغربي، شارك في عدة أفلام ومسلسلات مغربية وأجنبية.

## مسيرته
ينحدر الركراكي من مدينة الخميسات. هو خريج المعهد العالي للفنون المسرحية والتنشيط الثقافي، امتهن التمثيل في المسرح والتلفزيون والسينما منذ سنة 1994. 

## أعماله

### أفلام
- 2001: قصر السوق
- 2002: الرقم السري
- 2004: أحلام مؤجلة
- 2004: عائدون
- 2005: طلب عمل
- 2005: الطيور على أشكالها تقع
- 2006: النور في قلبي
- 2007: تمزق
- 2009: بيتش بويز
- 2011: نساء في المرايا
- 2012: أمواج من الشمال
- 2014: زينب... زهرة أغمات
- 2015: الوشاح الأحمر
- 2016: البريء

### مسلسلات
- 1996 - 2002: من دار لدار
- 2003: ربيع قرطبة
- 2006 - 2009: البعد الآخر
- 2009: المجدوب
- 2011: إلى الأبد
- 2016: الآنسة فريدة
- 2019: الماضي لا يموت
- 2020: شهادة ميلاد

## أفلام أخرجها
- من واحد لوحدين
- من أجل حب أبي
- مناديل بيضاء
- مسرح خيال الظل
- 2018: مرحبا بك في الجحيم (فيلم وثائقي)

## روابط خارجية
- فريد الركراكي على موقع IMDb (الإنجليزية)
- فريد الركراكي على موقع قاعدة بيانات الأفلام العربية
- فريد الركراكي على موقع ألو سيني (الفرنسية)